# Samuel Eddy
Samuel Eddy (* 31. März 1769 in Johnston, Colony of Rhode Island and Providence Plantations; † 3. Februar 1839 in Providence, Rhode Island) war ein US-amerikanischer Jurist und Politiker. Zwischen 1819 und 1825 vertrat er den Bundesstaat Rhode Island im US-Repräsentantenhaus.

## Werdegang
Nach der Grundschule studierte Samuel Eddy bis 1787 an der Brown University in Providence. Nach einem Jurastudium und seiner im Jahr 1790 erfolgten Zulassung als Rechtsanwalt begann er für kurze Zeit in Providence in seinem neuen Beruf zu arbeiten. Noch im Jahr 1790 wechselte er in den Staatsdienst und wurde Gerichtsdiener (Clerk) am Obersten Gerichtshof von Rhode Island. Dieses Amt übte er bis 1793 aus.
Zwischen 1798 und 1819 war Eddy als Secretary of State der geschäftsführende Beamte der Regierung seines Heimatstaates. Politisch war er Mitglied der Demokratisch-Republikanischen Partei. Nach deren Auflösung Anfang der 1820er Jahre schloss er sich den sogenannten Adams-Clay-Republikanern an, einer Gruppierung, die in Opposition zu Andrew Jackson und dessen zukünftiger Demokratischen Partei stand. Später gingen die meisten Mitglieder der Adams-Clay-Republikaner zu der in den 1830er Jahren gegründeten Whig Party über.
1818 wurde Eddy in das US-Repräsentantenhaus in Washington, D.C. gewählt, wo er am 4. März 1819 die Nachfolge des Föderalisten John Linscom Boss antrat. Nach zwei Wiederwahlen konnte er sein Mandat im Kongress bis zum 3. März 1825 ausüben. Bei den Wahlen des Jahres 1824 war er Tristam Burges unterlegen. Im Jahr 1828 kandidierte Eddy erneut erfolglos gegen Burges für eine Rückkehr in den Kongress. 1826 und 1827 war er beisitzender Richter am Rhode Island Supreme Court; von 1827 bis 1835 hatte er als Chief Justice den Vorsitz an diesem Gericht inne. Samuel Eddy starb 1839 in Providence und wurde dort auch beigesetzt.